# Lignes routières Zou ! dans les Bouches-du-Rhône
Cette liste regroupe les lignes d'autocars Zou ! dans les Bouches-du-Rhône. La plupart des lignes de l'ancien réseau Cartreize ont été transférées à La Métropole Mobilité. Les autres, non comprises dans le territoire de la métropole d'Aix-Marseille-Provence, font partie du réseau Zou !.
Le 5 janvier 2023, ces lignes sont renumérotées de 701 à 708.

## Lignes de proximité
| Ligne | Caractéristiques | Caractéristiques                                                                               | Caractéristiques                                                                               | Caractéristiques                                                                               | Caractéristiques                                                                               | Caractéristiques                                                                               | Caractéristiques                                                                               | Caractéristiques                                                                               | Caractéristiques                                                                               |
| 701   | Arles – Péri ⥋ Salon-de-Provence – Gare routière via autoroute A54 | Arles – Péri ⥋ Salon-de-Provence – Gare routière via autoroute A54                             | Arles – Péri ⥋ Salon-de-Provence – Gare routière via autoroute A54                             | Arles – Péri ⥋ Salon-de-Provence – Gare routière via autoroute A54                             | Arles – Péri ⥋ Salon-de-Provence – Gare routière via autoroute A54                             | Arles – Péri ⥋ Salon-de-Provence – Gare routière via autoroute A54                             | Arles – Péri ⥋ Salon-de-Provence – Gare routière via autoroute A54                             | Arles – Péri ⥋ Salon-de-Provence – Gare routière via autoroute A54                             | Arles – Péri ⥋ Salon-de-Provence – Gare routière via autoroute A54                             |
| ----- | --- | ---------------------------------------------------------------------------------------------- | ---------------------------------------------------------------------------------------------- | ---------------------------------------------------------------------------------------------- | ---------------------------------------------------------------------------------------------- | ---------------------------------------------------------------------------------------------- | ---------------------------------------------------------------------------------------------- | ---------------------------------------------------------------------------------------------- | ---------------------------------------------------------------------------------------------- |
| 701   | Ouverture / Fermeture 5 janvier 2023 / — | Longueur —                                                                                     | Durée 45 min                                                                                   | Nb. d’arrêts 11                                                                                | Matériel Crossway                                                                              | Jours de fonctionnement L, M, Me, J, V                                                         | Jour / Soir / Nuit / Fêtes O / N / N / O                                                       | Voy. / an —                                                                                    | Exploitant Trans Azur                                                                          |
| 701   | Desserte : - Villes desservies : Salon-de-Provence - Saint-Martin-de-Crau - Arles - Correspondances : , Salon Etang Côte Bleue et Zou ! 702703707 - Arrêts desservis : Rdp Méditerranée, Mas Boussard, Maison des Associations, Petit Mas Bard, Collège C.Rieu, Mairie, Piscine, Aires de la Dîme, Taille |                                                                                                |                                                                                                |                                                                                                |                                                                                                |                                                                                                |                                                                                                |                                                                                                |                                                                                                |
| 701   | Autre : - Amplitudes horaires : La ligne 701 fonctionne du lundi au dimanche de 6 h 5 à 19 h 45 environ. - Particularités : Certains arrêts ne sont pas desservis à certaines heures. Remplace la ligne 1018. - Date de dernière mise à jour : 4 janvier 2023. |                                                                                                |                                                                                                |                                                                                                |                                                                                                |                                                                                                |                                                                                                |                                                                                                |                                                                                                |
| 701   | Dernière actualisation : — |                                                                                                |                                                                                                |                                                                                                |                                                                                                |                                                                                                |                                                                                                |                                                                                                |                                                                                                |
| 702   | Arles – Péri ⥋ Salon-de-Provence – Gare routière via les Alpilles | Arles – Péri ⥋ Salon-de-Provence – Gare routière via les Alpilles                              | Arles – Péri ⥋ Salon-de-Provence – Gare routière via les Alpilles                              | Arles – Péri ⥋ Salon-de-Provence – Gare routière via les Alpilles                              | Arles – Péri ⥋ Salon-de-Provence – Gare routière via les Alpilles                              | Arles – Péri ⥋ Salon-de-Provence – Gare routière via les Alpilles                              | Arles – Péri ⥋ Salon-de-Provence – Gare routière via les Alpilles                              | Arles – Péri ⥋ Salon-de-Provence – Gare routière via les Alpilles                              | Arles – Péri ⥋ Salon-de-Provence – Gare routière via les Alpilles                              |
| 702   | Ouverture / Fermeture 5 janvier 2023 / — | Longueur —                                                                                     | Durée 143 min                                                                                  | Nb. d’arrêts 40                                                                                | Matériel Crossway                                                                              | Jours de fonctionnement L, M, Me, J, V, S, D                                                   | Jour / Soir / Nuit / Fêtes N / O / N / O                                                       | Voy. / an —                                                                                    | Exploitant Robert                                                                              |
| 702   | Desserte : - Villes desservies : Arles - Fontvieille - Paradou - Maussane-les-Alpilles - Mouriès - Aureille - Eyguières, Salon-de-Provence - Correspondances : Gare d'Arles, Salon Etang Côte Bleue, Zou ! 701703704707 - Arrêts desservis : Georges Clémenceau, Croisière, Emile Combes, Lamartine, Gare SNCF, Gorodiche, Stalingrad, Lamour, Lycée Montmajour, Abbaye de Montmajour, Saint Victor, Stade, Centre, Croix Rouge, Les Plouvinons, Centre, Le Stade, Espace de la Gare, Monblan, Le Vallat, Le Boulodrome, Le Stade, Saint Roch, Avenue de la Gare, Les Plantiers, Les Glauges, St Vérédème 1, Mas Barreau, Boisgelin, Saint Louis, Touret, Wertheim, Vert Bocage, Europe, St Côme, Hôpital, Roi René, St Roch |                                                                                                |                                                                                                |                                                                                                |                                                                                                |                                                                                                |                                                                                                |                                                                                                |                                                                                                |
| 702   | Autre : - Amplitudes horaires : La ligne 702 fonctionne du lundi au dimanche de 6 h à 20 h 55 environ. - Particularités : Certains arrêts ne sont pas desservis le samedi à certaines heures. Remplace la ligne 29. - Date de dernière mise à jour : 4 janvier 2023. |                                                                                                |                                                                                                |                                                                                                |                                                                                                |                                                                                                |                                                                                                |                                                                                                |                                                                                                |
| 702   | Dernière actualisation : — |                                                                                                |                                                                                                |                                                                                                |                                                                                                |                                                                                                |                                                                                                |                                                                                                |                                                                                                |
| 703   | Arles – Gare SNCF ⥋ Port-Saint-Louis-du-Rhône – La Tour | Arles – Gare SNCF ⥋ Port-Saint-Louis-du-Rhône – La Tour                                        | Arles – Gare SNCF ⥋ Port-Saint-Louis-du-Rhône – La Tour                                        | Arles – Gare SNCF ⥋ Port-Saint-Louis-du-Rhône – La Tour                                        | Arles – Gare SNCF ⥋ Port-Saint-Louis-du-Rhône – La Tour                                        | Arles – Gare SNCF ⥋ Port-Saint-Louis-du-Rhône – La Tour                                        | Arles – Gare SNCF ⥋ Port-Saint-Louis-du-Rhône – La Tour                                        | Arles – Gare SNCF ⥋ Port-Saint-Louis-du-Rhône – La Tour                                        | Arles – Gare SNCF ⥋ Port-Saint-Louis-du-Rhône – La Tour                                        |
| 703   | Ouverture / Fermeture 5 janvier 2023 / — | Longueur —                                                                                     | Durée 61 min                                                                                   | Nb. d’arrêts 33                                                                                | Matériel Crossway                                                                              | Jours de fonctionnement L, M, Me, J, V, S, D                                                   | Jour / Soir / Nuit / Fêtes O / N / N / O                                                       | Voy. / an —                                                                                    | Exploitant Telleschi                                                                           |
| 703   | Desserte : - Villes desservies : Arles - Port-Saint-Louis-du-Rhône - Correspondances : Gare d'Arles, et Zou ! 702704707 - Arrêts desservis : Lycée Montmajour, Lamartine, Emile Combes, Croisière, Victor Basch, Georges Clémenceau, Vissac, Barriol, Les Entorches, Beynes, Champtercier, Mas Thibert Le Pont, Mas Thibert Centre, Frustier, Les Rompides, Lou Cassaire, La Forêt, Boisviel Saint Pierre, Domaine Boisvie, Rebatun, Eysselle, Vauban HLM, Le Stade, Gustave Vidal, Elsa Triolet, Louis Aragon, Fontaine, Hôtel de Ville, République, Chopin, Douane |                                                                                                |                                                                                                |                                                                                                |                                                                                                |                                                                                                |                                                                                                |                                                                                                |                                                                                                |
| 703   | Autre : - Amplitudes horaires : La ligne 703 fonctionne du lundi au dimanche de 6 h 45 à 19 h 30 environ. - Particularités : Certains arrêts ne sont pas desservis à certaines heures. Remplace la ligne 1021. - Date de dernière mise à jour : 4 janvier 2023. |                                                                                                |                                                                                                |                                                                                                |                                                                                                |                                                                                                |                                                                                                |                                                                                                |                                                                                                |
| 703   | Dernière actualisation : — |                                                                                                |                                                                                                |                                                                                                |                                                                                                |                                                                                                |                                                                                                |                                                                                                |                                                                                                |
| 704   | Arles – Georges Clemenceau ⥋ Cavaillon – Gare routière SNCF | Arles – Georges Clemenceau ⥋ Cavaillon – Gare routière SNCF                                    | Arles – Georges Clemenceau ⥋ Cavaillon – Gare routière SNCF                                    | Arles – Georges Clemenceau ⥋ Cavaillon – Gare routière SNCF                                    | Arles – Georges Clemenceau ⥋ Cavaillon – Gare routière SNCF                                    | Arles – Georges Clemenceau ⥋ Cavaillon – Gare routière SNCF                                    | Arles – Georges Clemenceau ⥋ Cavaillon – Gare routière SNCF                                    | Arles – Georges Clemenceau ⥋ Cavaillon – Gare routière SNCF                                    | Arles – Georges Clemenceau ⥋ Cavaillon – Gare routière SNCF                                    |
| 704   | Ouverture / Fermeture 5 janvier 2023 / — | Longueur —                                                                                     | Durée 140 min                                                                                  | Nb. d’arrêts 32                                                                                | Matériel Crossway                                                                              | Jours de fonctionnement L, M, Me, J, V, S                                                      | Jour / Soir / Nuit / Fêtes O / N / N / N                                                       | Voy. / an —                                                                                    | Exploitant RTM                                                                                 |
| 704   | Desserte : - Villes desservies : Arles - Tarascon - Saint-Étienne-du-Grès - Mas-Blanc-des-Alpilles - Saint-Rémy de Provence - Mollégès - Plan d’Orgon - Cavaillon - Correspondances : Gare d'Arles, Gare de Cavaillon, Gare de Tarascon, C'mon bus et Zou ! 702703705706707907908913917918 - Arrêts desservis : Pl. Lucien Martin, Les Ecoles, Perussier, Avenue du Pont, PEM Gare Routière, Avenue du Pont, Perussier, Les Ecoles, Pl. Lucien Martin, Centre, Rond Point de la Gare, Mas de Sarret, Collège Glanum, République, Le Stade, Gendarmerie, Croisement des Baux, Centre, Rd Pt La Provence, Les Ecoles, Les Sansonnets, Le Stade, Lycée Daudet, Gare SNCF, Lycée Montmajour, Lamour, Stalingrad, Gorodiche, Gare SNCF, Emile Combes, Croisière, Georges Clémenceau |                                                                                                |                                                                                                |                                                                                                |                                                                                                |                                                                                                |                                                                                                |                                                                                                |                                                                                                |
| 704   | Autre : - Amplitudes horaires : La ligne 704 fonctionne du lundi au samedi de 6 h 5 à 18 h 52 environ. - Particularités : Seuls 6 services fonctionnent par jour, 3 au départ de chaque terminus. Remplace la ligne 54. - Date de dernière mise à jour : 4 janvier 2023. |                                                                                                |                                                                                                |                                                                                                |                                                                                                |                                                                                                |                                                                                                |                                                                                                |                                                                                                |
| 704   | Dernière actualisation : — |                                                                                                |                                                                                                |                                                                                                |                                                                                                |                                                                                                |                                                                                                |                                                                                                |                                                                                                |
| 705   | Avignon – PEM Gare routière ⥋ Tarascon – Gare SNCF | Avignon – PEM Gare routière ⥋ Tarascon – Gare SNCF                                             | Avignon – PEM Gare routière ⥋ Tarascon – Gare SNCF                                             | Avignon – PEM Gare routière ⥋ Tarascon – Gare SNCF                                             | Avignon – PEM Gare routière ⥋ Tarascon – Gare SNCF                                             | Avignon – PEM Gare routière ⥋ Tarascon – Gare SNCF                                             | Avignon – PEM Gare routière ⥋ Tarascon – Gare SNCF                                             | Avignon – PEM Gare routière ⥋ Tarascon – Gare SNCF                                             | Avignon – PEM Gare routière ⥋ Tarascon – Gare SNCF                                             |
| 705   | Ouverture / Fermeture 5 janvier 2023 / — | Longueur —                                                                                     | Durée 50 min                                                                                   | Nb. d’arrêts 19                                                                                | Matériel Crossway                                                                              | Jours de fonctionnement L, M, Me, J, V, S                                                      | Jour / Soir / Nuit / Fêtes O / N / N / N                                                       | Voy. / an —                                                                                    | Exploitant RTM                                                                                 |
| 705   | Desserte : - Villes desservies : Avignon, Châteaurenard, Rognonas, Barbentane, Boulbon, Tarascon - Correspondances : Gare d'Avignon-Centre, Gare de Tarascon, et Zou ! 704706707708902905906907915 - Arrêts desservis : PEM Gare Routière, Follereau, Stade Gillardeaux, Halte Routière, Passage à Niveau, Les Moulins, Hôtel de Ville, Mas Grégoire, L'Escapade, Petit Castel, Coopérative, La Place, La Fontaine, Pont d'Aramon, La Clastre, Les Platanes, Porte Condamine, Le Viaduc, Gare SNCF |                                                                                                |                                                                                                |                                                                                                |                                                                                                |                                                                                                |                                                                                                |                                                                                                |                                                                                                |
| 705   | Autre : - Amplitudes horaires : La ligne 705 fonctionne du lundi au samedi de 7 h 5 à 19 h 43 environ. - Particularités : Remplace la ligne 56. - Date de dernière mise à jour : 4 janvier 2023. |                                                                                                |                                                                                                |                                                                                                |                                                                                                |                                                                                                |                                                                                                |                                                                                                |                                                                                                |
| 705   | Dernière actualisation : — |                                                                                                |                                                                                                |                                                                                                |                                                                                                |                                                                                                |                                                                                                |                                                                                                |                                                                                                |
| 706   | Plan-d'Orgon – Freiresque ⥋ Avignon – Remparts | Plan-d'Orgon – Freiresque ⥋ Avignon – Remparts                                                 | Plan-d'Orgon – Freiresque ⥋ Avignon – Remparts                                                 | Plan-d'Orgon – Freiresque ⥋ Avignon – Remparts                                                 | Plan-d'Orgon – Freiresque ⥋ Avignon – Remparts                                                 | Plan-d'Orgon – Freiresque ⥋ Avignon – Remparts                                                 | Plan-d'Orgon – Freiresque ⥋ Avignon – Remparts                                                 | Plan-d'Orgon – Freiresque ⥋ Avignon – Remparts                                                 | Plan-d'Orgon – Freiresque ⥋ Avignon – Remparts                                                 |
| 706   | Ouverture / Fermeture 5 janvier 2023 / — | Longueur —                                                                                     | Durée 85 min                                                                                   | Nb. d’arrêts 53                                                                                | Matériel Crossway                                                                              | Jours de fonctionnement L, M, Me, J, V, S                                                      | Jour / Soir / Nuit / Fêtes O / N / N / N                                                       | Voy. / an —                                                                                    | Exploitant RTM                                                                                 |
| 706   | Desserte : - Villes desservies : Avignon, Châteaurenard, Noves, Verquières, Cabannes, Saint-Andiol, Mollégès, Plan-d'Orgon, Orgon, Eygalières - Correspondances : et Zou ! 704705707902905906907915 - Arrêts desservis : Lycée Rene Char, Bavardages, Lopofa, Magnanen, Saint Dominique/Mistral, Porte de l'Oulle, Aubanel, Saint Lazare, CCAS, Limbert/Marches du Palais, Stade Gillardeaux, Chemin de Maya, M.I.N, Lycée de Chateaurenard, Les Iscles, Rocade Nord, La Fabrique, Le Génos, Place Jean Jaurès, Le Grès, Mas d'Arbre, La Tapy, Chemin de Trébon, Paluds. Pl. du Bicentenaire, La Magnaneraie, La Monède, Ecoles, Jean Moulin, Route de Cavaillon, La Borne, Mas des Gallons, Place du 8 mai 1945, Les Arènes, La Monède, La Magnaneraie, Centre, Cimetière, Les Aires, Collège, Ecoles, Centre, Rond Point de la Gare, Le Plan, Pérussier, Pl. Lucien Martin, Les Ecoles, Pérussier, Pl. Lucien Martin, Freiresque, Saint Véran, Grand Terre, Général de Gaulle |                                                                                                |                                                                                                |                                                                                                |                                                                                                |                                                                                                |                                                                                                |                                                                                                |                                                                                                |
| 706   | Autre : - Amplitudes horaires : La ligne 706 fonctionne du lundi au samedi de 6 h à 19 h 38 environ. - Particularités : Ne fonctionne pas en période de vacances scolaires. Remplace la ligne 58. - Date de dernière mise à jour : 4 janvier 2023. |                                                                                                |                                                                                                |                                                                                                |                                                                                                |                                                                                                |                                                                                                |                                                                                                |                                                                                                |
| 706   | Dernière actualisation : — |                                                                                                |                                                                                                |                                                                                                |                                                                                                |                                                                                                |                                                                                                |                                                                                                |                                                                                                |
| 707   | Avignon – PEM Gare routière ⥋ Saint-Rémy-de-Provence – République / Arles – Gare SNCF (en été) | Avignon – PEM Gare routière ⥋ Saint-Rémy-de-Provence – République / Arles – Gare SNCF (en été) | Avignon – PEM Gare routière ⥋ Saint-Rémy-de-Provence – République / Arles – Gare SNCF (en été) | Avignon – PEM Gare routière ⥋ Saint-Rémy-de-Provence – République / Arles – Gare SNCF (en été) | Avignon – PEM Gare routière ⥋ Saint-Rémy-de-Provence – République / Arles – Gare SNCF (en été) | Avignon – PEM Gare routière ⥋ Saint-Rémy-de-Provence – République / Arles – Gare SNCF (en été) | Avignon – PEM Gare routière ⥋ Saint-Rémy-de-Provence – République / Arles – Gare SNCF (en été) | Avignon – PEM Gare routière ⥋ Saint-Rémy-de-Provence – République / Arles – Gare SNCF (en été) | Avignon – PEM Gare routière ⥋ Saint-Rémy-de-Provence – République / Arles – Gare SNCF (en été) |
| 707   | Ouverture / Fermeture 5 janvier 2023 / — | Longueur —                                                                                     | Durée 50 min                                                                                   | Nb. d’arrêts 25                                                                                | Matériel Intouro II Lion’s Intercity Crossway                                                  | Jours de fonctionnement L, M, Me, J, V, S, D                                                   | Jour / Soir / Nuit / Fêtes O / N / N / O                                                       | Voy. / an —                                                                                    | Exploitants Raoux / Telleschi                                                                  |
| 707   | Desserte : - Villes desservies : Arles, Fontvieille, Paradou, Maussane-les-Alpilles, Les Baux-de-Provence, Saint-Rémy de Provence, Eyragues, Châteaurenard, Rognonas, Avignon - Correspondances : Gare d'Arles, Gare d'Avignon-Centre, et Zou ! 701702703704705706708902905906907915 - Arrêts desservis : PEM Gare Routière, Eisenhower, F. Mourêt, Eglantines, Rhône Durance, Follereau, Les Pins, Docteur L. Castan, Hôtel de Ville, Les Moulins, Chemin de Maya, Passage à Niveau, Jules Ferry, Lotissemt Llorca, L'Argelier, Pont Favier, Notre Dame, Les Jardins, La Chéra, Mas Moular, Lagoy, Mas Bruno, L'Argelier, Bibliothèque, République, Site de Glanum, Les Baux, Espace de la Gare, Centre, Les Plouvinons, Croix Rouge, La Tour, Saint-Victor, Abbaye de Montmajour, Lycée Montmajour, Lamour, Stalingrad, Gorodiche, Gare SNCF |                                                                                                |                                                                                                |                                                                                                |                                                                                                |                                                                                                |                                                                                                |                                                                                                |                                                                                                |
| 707   | Autre : - Amplitudes horaires : La ligne 707 fonctionne du lundi au dimanche de 6 h 30 à 20 h 2 environ. - Particularités : Prolongée jusqu’à Arles en saison estivale. Remplace la ligne 57. - Date de dernière mise à jour : 4 janvier 2023. |                                                                                                |                                                                                                |                                                                                                |                                                                                                |                                                                                                |                                                                                                |                                                                                                |                                                                                                |
| 707   | Dernière actualisation : — |                                                                                                |                                                                                                |                                                                                                |                                                                                                |                                                                                                |                                                                                                |                                                                                                |                                                                                                |
| 708   | Avignon – PEM Gare routière ⥋ Maillane – Le Martinet | Avignon – PEM Gare routière ⥋ Maillane – Le Martinet                                           | Avignon – PEM Gare routière ⥋ Maillane – Le Martinet                                           | Avignon – PEM Gare routière ⥋ Maillane – Le Martinet                                           | Avignon – PEM Gare routière ⥋ Maillane – Le Martinet                                           | Avignon – PEM Gare routière ⥋ Maillane – Le Martinet                                           | Avignon – PEM Gare routière ⥋ Maillane – Le Martinet                                           | Avignon – PEM Gare routière ⥋ Maillane – Le Martinet                                           | Avignon – PEM Gare routière ⥋ Maillane – Le Martinet                                           |
| 708   | Ouverture / Fermeture 5 janvier 2023 / — | Longueur —                                                                                     | Durée 28 min                                                                                   | Nb. d’arrêts 4                                                                                 | Matériel Lion’s Intercity                                                                      | Jours de fonctionnement L, M, Me, J, V                                                         | Jour / Soir / Nuit / Fêtes O / N / N / N                                                       | Voy. / an —                                                                                    | Exploitant Transdev Vaucluse                                                                   |
| 708   | Desserte : - Villes desservies : Avignon, Graveson, Maillane - Correspondances : Gare d'Avignon-Centre, et Zou ! 705706707902905906907915 - Arrêts desservis : PEM Gare Routière, République/Gare Centre, La Pastorale, Place Charles Gounod |                                                                                                |                                                                                                |                                                                                                |                                                                                                |                                                                                                |                                                                                                |                                                                                                |                                                                                                |
| 708   | Autre : - Amplitudes horaires : La ligne 708 fonctionne du lundi au vendredi de 6 h 55 à 18 h 48 environ. - Particularités : Seuls 8 départs sont effectués avec 4 de chaque terminus. Remplace la ligne 59. - Date de dernière mise à jour : 4 janvier 2023. |                                                                                                |                                                                                                |                                                                                                |                                                                                                |                                                                                                |                                                                                                |                                                                                                |                                                                                                |
| 708   | Dernière actualisation : — |                                                                                                |                                                                                                |                                                                                                |                                                                                                |                                                                                                |                                                                                                |                                                                                                |                                                                                                |

## Lignes scolaires
| Ligne   | Tracé                                                                                               |
| ------- | --------------------------------------------------------------------------------------------------- |
| CTZ5021 | Arles - Port-Saint-Louis-du-Rhône                                                                   |
| CTZ5057 | Saint-Rémy-de-Provence - Eyragues - Châteaurenard - Maillane - Graveson - Rognonas - Avignon        |
| CTZ5059 | Arles - Saint-Rémy-de-Provence                                                                      |
| CTZ5060 | Châteaurenard - Saint-Rémy-de-Provence                                                              |
| CTZ5061 | Saint-Rémy-de-Provence - Châteaurenard - Rognonas                                                   |
| CTZ5074 | Boulbon - Barbentane - Avignon                                                                      |
| CTZ5184 | Saint-Rémy-de-Provence - Saint-Étienne-du-Grès - Arles                                              |
| CTZ5202 | Eyragues - Saint-Rémy-de-Provence                                                                   |
| CTZ5226 | Eygalières                                                                                          |
| CTZ5331 | Cabannes - Saint-Andiol - Mollégès - Plan-d'Orgon - Orgon - Salon-de-Provence                       |
| CTZ5443 | Aureille - Eyguières                                                                                |
| CTZ5485 | Fontvieille - Maussane-les-Alpilles - Les Baux-de-Provence - Arles                                  |
| CTZ5486 | Arles - Fontvieille - Mouriès - Aureille - Salon-de-Provence                                        |
| CTZ5487 | Les Baux-de-Provence - Paradou - Saint-Martin-de-Crau                                               |
| CTZ5511 | Mouriès - Maussane-les-Alpilles - Paradou - Fontvieille - Tarascon                                  |
| CTZ5605 | Arles -Saint-Martin-de-Crau - Istres - Salon-de-Provence                                            |
| CTZ5608 | Saint-Étienne-du-Grès - Mas-Blanc-des-Alpilles - Saint-Rémy-de-Provence - Tarascon                  |
| CTZ5618 | Orgon - Cabannes - Mollégès - Châteaurenard - Sénas - Cavaillon                                     |
| CTZ5619 | Eygalières - Plan-d'Orgon - Sénas - Orgon                                                           |
| CTZ5620 | Barbentane - Boulbon - Tarascon - Rognonas                                                          |
| CTZ5621 | Châteaurenard - Eyragues - Maillane - Graveson - Tarascon - Beaucaire                               |
| CTZ5622 | Graveson - Maillane - Saint-Rémy-de-Provence                                                        |
| CTZ5700 | Jouques - Peyrolles-en-Provence - Le Puy-Sainte-Réparade - Meyrargues - La Tour-d'Aigues - Manosque |

## Lignes métropolitaines circulant dans le département